# Gertrud Schmalenbach
Gertrud Schmalenbach (* 1950) ist eine deutsche Texterin christlicher Kinder- und Popmusik, Regisseurin von Bühnenproduktionen sowie Sängerin und Chorleiterin von Eden.

## Leben
Gertrud Schmalenbach, damals Gertrud Schöbel, wurde zunächst durch die Zusammenarbeit mit Hella Heizmann an deren Kindermusicals wie Die Hochzeit zu Kana, Die Schrift an der Wand und Die sonderbare Nacht bekannt. Neben den Texten erarbeitete sie die Regie der Bühnenshows, die teilweise deutschlandweit tourten. 1991 Jahr gewann sie mit Die Entscheidung den Autorenwettbewerb des Evangeliums-Rundfunks für die Altersgruppe 9–12 Jahre. Es folgten Zusammenarbeiten mit Siegfried Fietz, mit dem sie zwei musikalische Hörspiele um Bobby Hase verfasste, Helmut Jost, für dessen Serie Christopher Kirchenmaus sie ebenfalls die Texte schrieb und Dirk Schmalenbach, den sie 1992 heiratete. Das Ehepaar gründete wenige Jahre später den Kinderchor Eden Kids, aus dem der Chor Eden erwuchs, den Gertrud Schmalenbach bis heute leitet.
Gertrud Schmalenbach schrieb den Text für die Hymne des Sozialverbandes VdK in Hessen und Thüringen, die auf dem Hessentag 2005 mit dem Komponisten Franz Lambert uraufgeführt wurde.
Gertrud und Dirk Schmalenbach wohnen heute in Mengerskirchen. Sie hat zwei erwachsene Töchter.

## Werke

### Bücher
| Jahr | Titel                           | Verlag                            |
| ---- | ------------------------------- | --------------------------------- |
| 1994 | Bobby Hase                      | Verlag der St.-Johannis-Druckerei |
| 1995 | Bobby und seine Freunde         | Verlag der St.-Johannis-Druckerei |
| 1995 | Julchen auf dem Weihnachtsmarkt | Gerth Medien                      |
| 1998 | Lena lacht wieder               | Verlag der St.-Johannis-Druckerei |

### Hörspiele
| Jahr | Titel                         | Verlag       |
| ---- | ----------------------------- | ------------ |
| 1993 | Knolle und das Fraguastü      | Gerth Medien |
| 1993 | Knolle und das Hinkebein      | Gerth Medien |
| 1993 | Knolle und das verrückte Huhn | Gerth Medien |
| 1993 | Knolle und die Unzlinge       | Gerth Medien |
| 1994 | Knolle und der Blaumann       | Gerth Medien |
| 1994 | Knolle und die Nonnissen      | Gerth Medien |
| 1994 | Knolle und der Schlüsselbund  | Gerth Medien |
| 1994 | Knolle und der Faltenzwerg    | Gerth Medien |
| 1995 | Knolle und das Geschluräts    | Gerth Medien |